# 思い出を置く 君を置く
『思い出を置く 君を置く』（おもいでをおく きみをおく）は、1980年に発表された太田裕美の12枚目のアルバム。1998年にCD化された。

## 解説
- 全曲、作詩：サトウハチロー、作曲：すぎやまこういちで、オーケストラと一緒に制作された企画アルバム。
- LP発売時、通常版（27AH-980）の後に、デジタルマスタリングの「master sound盤」（30AH-513）が発売された。
- 演奏は「ヒロミック弦楽合奏団」と表記されている。
- オリコンチャート44位

## 収録曲
- 全曲、作詩：サトウハチロー、作曲：すぎやまこういち

1. 嘆きのバラ
  - 編曲：萩田光雄
2. 泪の中に顔がある
  - 編曲：萩田光雄
3. モモンガー モモンガー
  - 編曲：萩田光雄
4. ことしも春の中にいる
  - 編曲：萩田光雄
5. 少年の日の花
  - 編曲：萩田光雄
  - メンデルスゾーンの「ヴァイオリン協奏曲」がベースとなっている。
6. おぼえているかいあの春を・・・・・・
  - 編曲：すぎやまこういち
7. キッス パレード
  - 編曲：萩田光雄
8. 知らないところで・・・・・・
  - 編曲：萩田光雄
9. なにもかもたったひとつ
  - 編曲：萩田光雄
10. 思い出を置く 君を置く
  - 編曲：萩田光雄
  - モーツァルトの「アイネクライネナハトムジーク」のメロディーがベースとなっている。